# 오타 고이치
오타 고이치(일본어: 太田 紘一, 1940년 12월 23일 ~ )는 일본의 전 프로 야구 선수이다. 효고현 고베시 히가시나다구 출신이며 현역 시절 포지션은 투수였다.

## 인물
효고 고등학교 시절에는 고시엔 대회에 출전하지 못했지만 콜드게임 참고 기록을 포함해 3차례의 노히트 노런을 기록했다. 졸업 후 릿쿄 대학에 진학했지만 중퇴했고, 1960년 11월 오사카 타이거스에 입단했다. 이듬해 1961년에 구원 투수로 첫 등판하여 같은 해 9월에는 데뷔 첫 선발 투수로 등판했다. 1962년에는 중간 계투로서 1군에 고정돼 팀의 리그 우승에 기여했다. 같은 해 도에이 플라이어스와 맞붙은 일본 시리즈에서도 2경기에 등판했다. 그 후에도 매년 20~30경기에서 등판하여 평균 자책점도 2점대에서 3점대 초반으로 안정됐다. 떨어지는 슈토와 커브가 주무기인 투수였다.
1965년경부터 등판 횟수가 줄어들기 시작하여 1967년에는 단 한 번도 등판 기회를 갖지 못하고 자유 계약 선수가 됐다. 1968년 한큐 브레이브스에 입단했지만 1군에서의 등판 기회를 갖지 못하고 1969년 시즌 종료 후 현역에서 은퇴했다.

## 상세 정보

### 출신 학교
- 효고 현립 효고 고등학교
- 릿쿄 대학(중퇴)

### 선수 경력
- 오사카 타이거스·한신 타이거스(1960년 ~ 1967년)
- 한큐 브레이브스(1968년 ~ 1969년)

### 개인 기록
- 첫 등판 : 1961년 7월 8일, 대 다이요 웨일스 11차전(가와사키 구장), 5회말 1사에 3번째 투수로서 구원 등판, 1/3이닝 무실점
- 첫 선발 등판 : 1961년 9월 1일, 대 주니치 드래건스 19차전(주니치 스타디움), 4이닝 무실점으로 승패 없음
- 첫 승리 : 1963년 6월 5일, 대 요미우리 자이언츠 10차전(한신 고시엔 구장), 9회초부터 2번째 투수로서 구원 등판·마무리, 1이닝 1실점

### 등번호
- 57(1960년)
- 37(1961년 ~ 1967년)
- 67(1968년 ~ 1969년)

### 연도별 투수 성적
| 연 도      | 소 속      | 등 판 | 선 발 | 완 투 | 완 봉 | 무 4 구 | 승 리 | 패 전 | 세 이 브 | 홀 드 | 승 률 | 타 자 | 이 닝 | 피 안 타 | 피 홈 런 | 볼 넷 | 고 4 | 몸 맞 | 탈 삼 진 | 폭 투 | 보 크 | 실 점 | 자 책 점 | 평 자 책 | W H I P |
| ---------- | ---------- | ----- | ----- | ----- | ----- | ------- | ----- | ----- | -------- | ----- | ----- | ----- | ----- | -------- | -------- | ----- | ---- | ----- | -------- | ----- | ----- | ----- | -------- | -------- | ------- |
| 1961년     | 한신       | 9     | 2     | 0     | 0     | 0       | 0     | 0     | --       | --    | ----  | 60    | 14.2  | 12       | 0        | 6     | 0    | 1     | 8        | 0     | 0     | 5     | 4        | 2.40     | 1.23    |
| 1962년     | 한신       | 23    | 1     | 0     | 0     | 0       | 0     | 2     | --       | --    | .000  | 125   | 32.1  | 24       | 1        | 4     | 0    | 2     | 18       | 0     | 0     | 11    | 8        | 2.18     | 0.87    |
| 1963년     | 한신       | 31    | 0     | 0     | 0     | 0       | 2     | 1     | --       | --    | .667  | 155   | 37.1  | 44       | 5        | 10    | 1    | 0     | 11       | 0     | 0     | 18    | 14       | 3.32     | 1.45    |
| 1964년     | 한신       | 29    | 3     | 0     | 0     | 0       | 1     | 3     | --       | --    | .250  | 183   | 45.1  | 41       | 5        | 8     | 0    | 1     | 20       | 0     | 0     | 18    | 15       | 3.00     | 1.08    |
| 1965년     | 한신       | 13    | 1     | 0     | 0     | 0       | 0     | 0     | --       | --    | ----  | 80    | 20.1  | 17       | 1        | 4     | 1    | 1     | 4        | 0     | 0     | 4     | 2        | 0.90     | 1.03    |
| 1966년     | 한신       | 9     | 0     | 0     | 0     | 0       | 0     | 1     | --       | --    | .000  | 37    | 7.0   | 14       | 3        | 2     | 0    | 0     | 5        | 1     | 0     | 9     | 9        | 11.57    | 2.29    |
| 통산 : 6년 | 통산 : 6년 | 114   | 7     | 0     | 0     | 0       | 3     | 7     | --       | --    | .300  | 640   | 157.0 | 152      | 15       | 34    | 2    | 5     | 66       | 1     | 0     | 65    | 52       | 2.98     | 1.18    |